# Tonino Valerii
Tonino Valerii (ur. 20 maja 1934 w Teramo, 13 października 2016 w Rzymie) – włoski reżyser i scenarzysta filmowy, znany przede wszystkim z produkcji spaghetti westernów.

## Życiorys
Ukończył studia na Centro sperimentale di cinematografia w Rzymie w latach 50. Rozpoczął karierę filmową jako asystent reżysera przy filmach Sergio Leone Za garść dolarów (1964) oraz Za kilka dolarów więcej (1965). Jako reżyser zadebiutował w 1966 westernem Per il gusto di uccidere. Do jego najbardziej znanych filmów należą: Dni gniewu (I giorni dell'ira; 1967), Il prezzo del potere (1969), Mio caro assassino (1972), Prawo do życia, prawo do śmierci (1972) i Nazywam się Nobody (1973) z udziałem Henry'ego Fondy i Terence'a Hilla.
W 1970 wyreżyserował film La Ragazza di nome Giulio, który został zgłoszony do nagroda Złotego Niedźwiedzia na 20. Międzynarodowy Festiwal Filmowy w Berlinie.
Zmarł 13 października 2016 w klinice Villa Sacra Famiglia w Rzymie w wieku 82 lat. 15 października, odbył się pogrzeb w kaplicy kliniki.